# Стрибожий дарунок
«Стрибожий дарунок» — казка Леся Мартовича, яка появилася вперше у львівській газеті «Свобода» в лютому 1905, (№ 6, 7 і 8). Улітку того ж року у Львові вийшла третя й остання за життя письменника збірка «Стрибожий дарунок і інші оповідання»: саме цю збірку з п'яти оповідань відкривала казка «Стрибожий дарунок».
За спогадами знайомих автора, усі твори цієї збірки написано восени 1904, в час перебування письменника в с. Грабівці Калуського повіту на Івано-Франківщині.